# George Ziegler (Musiker)
George Ziegler (* 1. August 1889 in City of Berlin/Ontario; † 22. Oktober 1981 in
Kitchener) war ein kanadischer Organist, Chorleiter, Dirigent, Komponist und Musikpädagoge.

## Leben
Ziegler entstammte einer Musikerfamilie: sein Vater war Kornettist und Posaunist, sein Bruder Schlagzeuger. Er spielte im  Ziegler Family Orchestra und wurde dreizehnjährig das jüngste Mitglied in der Berlin Musical Society Band. Er studierte am Toronto Conservatoy of Music Klavier und Orgel bei Humfrey Anger, George Douglas Atkinson und Augustus Vogt und spielte in dieser Zeit Flöte im Toronto Symphony Orchestra und im Welsman Symphony Orchestra. Danach setzte er seine Ausbildung in New York und Buffalo fort.
Nach seiner Rückkehr nach Kitchener 1910 wurde er Organist und Chorleiter an der St. Peter's Church und der St. Andrew's Church und wirkte in dieser Funktion von 1917 bis 1950 an der Trinity Church. 1911 gründete er die  Ziegler Associated Studios (später Kirchener Conservatory of Music), wo er bis 1974 Klavier, Orgel, Blechblasinstrumente und Musiktheorie unterrichtete. Daneben war er Mitglied der Prüfungskommissionen verschiedener Musikschulen. Zu seinen Schülern zählten Harvey Gleiser Jr, J. Ferris Loth, Kenneth Sakos und der Trompeter Erich Traugott.
Von 1924 bis 1967 leitete Ziegler die Kitchener Musical Society, außerdem von 1925 bis 1932 eine Ladies Band, die mit 94
Mitgliedern als weltweit größte ihrer Art galt, die Brass Band of the Scots Fusiliers of Canada sowie verschiedene Jugendorchester. Er komponierte Werke für Blasorchester und für Orgel und für Chor, deren Manuskripte aber großenteils einem Brand 1959 zum Opfer fielen.